# 阴阳

代表陰陽的太極圖

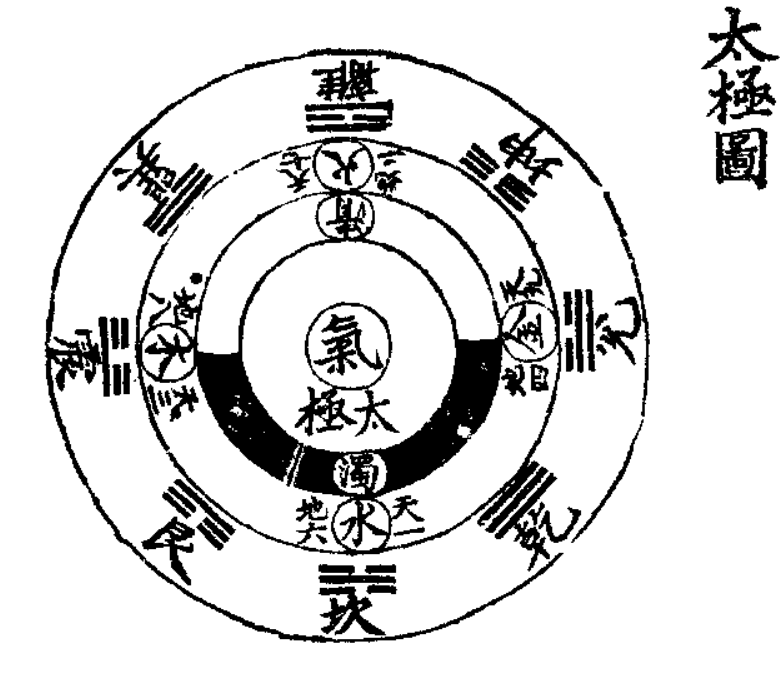
一氣即太極，分清濁成兩儀，生成金木水火為四象，衍萬物為八卦。

陰陽是起源於古代中國的哲學觀念和思維模式，描述了性質相反相成，互相對立又互相依賴，恆久持續的兩種力量。起初，陰陽僅指晴朗和陰暗兩種天氣，向陽和背光兩種位置，溫暖炎熱和涼爽寒冷兩種氣候，後來視作萬物構成的要素——氣。中國古代認為宇宙萬物誕生於混沌不分的元氣，或謂之太極、太一、道。從元氣之中分化出陰陽之氣，化形為天地。從陰陽之氣產生四時流轉和五行生勝，衍化宇宙萬物。
陰陽二氣有各自的性質，具有主導萬物生殺變化的力量。陰氣濁重、晦冥、寒冷、肅殺，性情沉靜、柔順、內斂，孟秋出於東南而北行，秋分在東，冬至在北，春分在西，孟夏伏於西南，數字為偶數，德性為義，掌懲惡、刑罰、萬物之凋敝衰敗；陽氣清輕、光明、炎熱、厚生，性情好動、剛健、外向，孟春出於東北而南行，春分在東，夏至在南，秋分在西，孟冬藏於西北，數字為奇數，德性為仁，掌養善、慶賞、萬物之蓬勃興旺。
古人對陰陽二氣賦予的性質，起自人對氣候寒暖與物象變化的感知，並且用陰陽二氣交相更代的循環來解釋四季之寒暑交替、物候興衰、晝夜長短。又日出日落風雨雷電霜雪等各種天氣現象，日食、月食、隕星、彩虹、乾旱、洪水、地震等災異，也被古人認為是陰陽二氣的作用。人之出生也認為是兼具陰陽二氣，陰氣主骨肉，陽氣主精神。又魄是附形之靈，為形體之功用，陰之精氣；魂是附氣之神，為精神之性識，陽之精氣。
古人也將許多制度與文化事物的起源用陰陽加以解釋，賦予意義。易卦是巫師將奇偶數字排列組合用於卜筮，解釋為能表徵天地萬物之變化，所以聖人造八卦，仿造陰陽變化之理。禮是古代氏族風俗的發展，解釋為能表現天地之次序，所以聖人制禮，依循陰陽尊卑、四時常序。樂是先民情感的自然流露，解釋為能宣達天地之和暢，所以聖人作樂，調和陰陽之聲，令音聲剛柔相濟、清濁相諧。
除此之外，古代中國的神秘文化，如風水、相術、算命、擇日、占卜、內丹、中醫等術數和方術也援用陰陽、五行、氣作為其理論解釋的基本概念。天文、曆法在古代中國與術數關係緊密，亦歸為術數一類。兵家、農家當中，亦有應用術數的作法，如《漢書·藝文志》載兵家陰陽一類「順時而發，推刑德，隨斗擊，因五勝」，《田家五行》、《田家占候集覽》載有農家占候之法。中國傳統的養生和武術理論也受到陰陽思想的浸潤，如道教內丹術要鍊成的還丹是「象水火成萬物，稟天地陰陽之氣」，明清時期部份武術家將陰陽、五行、八卦等概念用作其武術理論之根據，形成太極拳、五行拳、八卦掌等中國武術拳法。

## 字詞意義
陰、陽兩字的古義是背日和向日（山南水北，向日為「陽」；山北水南，背日為「陰」），起初并无任何哲学思想内涵。
- 陰，《说文解字》曰：「陰，闇也，水之南山之北也；從阜，侌聲」。侌，即古文『𩃬』(霒)字，「𩃬，雲覆日也，從雲，今聲」。
- 陽，《说文解字》曰：「陽，高明也；從阜，昜聲」。「昜，開也。從日、一、勿。一曰飛揚，一曰長，一曰彊(強)者眾貌」。段玉裁《說文解字注》：「闢戸謂之乾，故曰開也。从日一勿。从勿者、取開展意。」

按照徐復觀的解釋，侌、昜二字為陰、陽的本字，兼具意符和聲符的作用。「侌」字為雲覆日，雲覆日則陰暗；「昜」字為日出照於地上，日出照於地上則明朗。「一」象大地之形，「勿」乃象日初出時的光芒。侌、昜的原意就是有無日光的兩種天氣。
《詩經》的陰字多指天氣昏暗，也有用作陰闇的意思，有一處取引伸義為覆蔭。陽字多指山水的方位，也有指日光或氣候溫暖的意思，有一處取日光的引伸義為明朗，疊字詞「陽陽」是由天氣晴朗引伸為舒展自得。陰陽之連用見於〈公劉〉，指山之南北。《詩經》的陰陽皆無陰陽二氣之意思，以陰陽指陰氣和陽氣為後起的觀念。若《國語·周語》的記載可信，虢文公勸周宣王舉行籍田之禮，提到陽氣，已有陰陽二氣的觀念。另外《逸周書》的〈周月〉和〈時訓〉也有陰氣或陽氣之字句。
據《逸周書·成開》「天有九列，別時陰陽；地有九州，別處五行」、《逸周書·武順》「地有五行，不通曰惡；天有四時，不時曰凶」、《左傳·昭公元年》「天有六氣，降生五味，發為五色，徵為五聲……六氣曰陰陽風雨晦明也」、《左傳·昭公二十五年》「則天之明，因地之性，生其六氣，用其五行，氣為五味，發為五色，章為五聲」、《左傳·昭公三十二年》「天有三辰，地有五行」、《國語·魯語》「天之三辰，民所以瞻仰也；及地之五行，所以生殖（生產商品與增殖貨物）也」、《周易說卦傳》「立天之道曰陰與陽，立地之道曰柔與剛」（韓康伯注：在天成象，在地成形。陰陽者言其氣，剛柔者言其形）、《鶡冠子·王鈇》：「天用四時，地用五行」、《鶡冠子·天權》：「下因地利，制以五行……取法於天，四時求象」，陰陽為天時之變化，表現為寒暖明暗、風吹雨打、四季與日夜之交替，五行為地利之豐盛，表現為水源、篝火、木材、金屬、土石等物資之分佈與多寡。
除了指陰陽二氣，陰陽也用來表示兩事物間的相對關係，這種相對關係，反映古代中國對自然秩序與社會秩序的看法。如《說苑》稱「陽者陰之長也，其在鳥則雄為陽而雌為陰，在獸則牡為陽而牝為陰；其在民則夫為陽而婦為陰，其在家則父為陽而子為陰，其在國則君為陽而臣為陰。」這樣的關係被用來解釋災異之變，如山崩解釋為君道崩壞，因為山屬陽，象徵君王，水屬陰，象徵人民。對這種相對關係的認定也可能出現分歧，例如：董仲舒認為「『性』善為陽，『情』惡為陰」，劉向認為「『情』出於外為陽，『性』在身而不發為陰」。

## 儒家
說卦傳說：「立天之道曰陰與陽」，繫辭傳說：「一陰一陽之謂道」、「形而上者謂之道，形而下者謂之器」，這裡的「道」，即宇宙運行，事物變化的背後法則。所以，戰國時期的儒家著作，已吸納「道」與「陰陽」作為天地萬物變化之理的概念。
繫辭傳又說：「易有太極，是生兩儀，兩儀生四象，四象生八卦。」易傳中的「太極」與「道」字相通，正因為萬物由「道」所生，萬物變化亦不脫離陰陽，因此仿造天地陰陽變化之理的易經卦象才能蓋括所有變化，成為卜筮的依據，兩重八卦可衍生六十四卦。
漢儒編纂的《禮記》也有許多篇章用陰陽的觀念來解釋禮，賦予《儀禮》的禮法以新的禮義。
荀子在〈禮論〉主張「天能生物，不能辨物，地能載人，不能治人」，雖肯定天地生育承載萬物的功績，陰陽變化萬物的能力，然而分辨事物（善惡好壞），治理民眾，仍然是靠聖人之道。聖人結合本始樸素之情性與人為條理之禮法，讓天下得以治理。在〈天論〉提及因隕星墜落的衝擊而樹木鳴響，這是「天地之變，陰陽之化」，讓稀有的事物到來。因此感到奇怪，是人之常情，為此畏懼則沒必要。
至西漢儒生董仲舒的《春秋繁露》，好言「天人感應」與「陰陽災異」，又將陰陽五行視為政教制度的設立依據和根源。《漢書·五行志》稱「董仲舒治公羊春秋，始推陰陽，為儒者宗」，漢代儒家用陰陽推演災異，藉以附會人事，勸戒君王，起自於董仲舒治《春秋》的陰陽災異之說。

## 道家
老子的《道德經》中，就提及「陰陽」與宇宙萬物之生成，並認為陰陽背後有「道」作為萬物之根源。不同於《春秋繁露》、《說苑》貴陽賤陰的觀點，《道德經》主張貴柔守雌。
《莊子》一書也有近似的觀念。在〈知北遊〉提及人之生死皆是氣之聚散，若死生相隨，為何要擔憂？所以萬物皆一體，天下皆一氣。在〈田子方〉說明宇宙萬物乃陰陽二氣合和所生，「至陰肅肅，至陽赫赫。肅肅出乎天，赫赫發乎地，兩者交通成和而物生焉」。其中，「肅肅之陰氣」發自「天」，代表陰氣出自上方而下沉，「赫赫之陽氣」發自「地」，代表陽氣出自下方而上昇，因此二儀交通，化生萬物。而在陰陽二氣背後，更有「道」為其根源，如〈則陽〉說：「天地者，形之大者也；陰陽者，氣之大者也。道者為之公。」
至宋代之後，道教思想家為了區別先天的氣與後天的氣，採用「炁」來代表先天的氣，代表無極，氣則被當成是後天的氣，為太極。但是道教以外的文獻，沒有這樣的區別。
道教的太極圖最早見於趙撝謙的《六書本義》，他從陳伯敷得到此圖，傳說該圖是蔡元定從蜀地隱者所獲。太極圖以一條曲線將圓形分為兩半，形成一半白一半黑，白者像陽，黑者像陰，白中又有一個黑點，黑中又有一個白點，表示陽中有陰，陰中有陽。分開的兩半，酷似兩條魚，所以俗稱陰陽魚。
太極符號（☯）的Unicode編碼是0x262f（十六進位），在網頁HTML當中可以寫成&#x262f;。

## 陰陽家
司馬談〈論六家要旨〉列陰陽、儒、墨、名、法、道為六家，稱六家皆同歸但殊途，皆以治世為務，但立說不同。陰陽家的要旨為：以萬物在四時生長收藏之規律作為天道之大經：春生、夏長、秋收、冬藏。依順此理者昌盛，違逆者不立刻死去也會衰亡。陰陽家禁忌很多，按照陰陽、四季、八個方位、十二個天區，二十四節氣都各有教令，讓人受到許多拘束而感到畏懼。
劉向、劉歆的《七略》見於《漢書·藝文志》，認為「陰陽家者流，蓋出於羲、和之官」，其長處為「敬順蒼天，觀察推算日月星辰，制定曆法為民所用」，短處為「牽於禁忌，泥於術數，捨人事而任鬼神」。
陰陽家主要代表人物為戰國時期的齊國人鄒衍，司馬遷稱他「深觀陰陽消息，而作怪迂之變」，作〈終始〉、〈大聖〉十餘萬言，先從當世說起，上至黃帝，載其禨祥度制，以五德終始說談世代盛衰，好談不可考、不能睹之事，如天地未生、海外九州，不過仍以仁義、節儉為學說之歸趨。
《漢書·藝文志》著錄陰陽家著作「二十一家，三百六十九篇」，都沒有流傳下來。但是在其他一些著作仍能窺見陰陽家的思想。
戰國時期深受陰陽家思想影響的著作，有《管子》以及《呂氏春秋》，例如《管子·四時》論說四時、五行與刑德（罪罰和賞功），《呂氏春秋·應同》載五德終始說，《呂氏春秋·十二紀》以四時、五行作為各月教令的依據。
漢代的《淮南子》也充斥陰陽家思想，整合道分陰陽的宇宙圖式與五行生剋的體系。《淮南子·天文训》讲天地的起源和萬物之生成，认为天地未分以前，混沌既分之后，轻清者上升为天，重浊者凝结为地；天为阳气，地为阴气，二气作用，产生四時，四時之精化為万物。董仲舒的《春秋繁露》也能看到一些陰陽家的學說內容。

## 醫家
古時人民從生活中，觀察到各種對立的自然現象，如天地、日月、晝夜、暑寒、雌雄、上下等，而產生出「陰陽」的觀念，認為這是天地萬物變化的道理，故《黃帝內經》中的《素問·陰陽應象大論》認為：「陰陽者，天地之道也。」。由此，中國傳統醫學認為人體的生理機制和病因機理也是由陰陽而決定，可用陰陽來說明。
中國傳統醫學（漢醫、中醫）用陰陽的概念來說明：
- 人體生理組織的分類，如臟為陰，腑為陽，心在上應夏為陽中之陽，腎在下應冬為陰中之陰。
- 人體的生理功能，是由陰陽二氣作用維持平衡。
- 人體病理的變化，包括分析病因的陰陽屬性，如六淫外感屬陽邪，飲食、居處、情志失調屬陰邪。而六淫之中，風邪、暑邪、火（熱）邪屬陽，寒邪、濕邪屬陰，還有分析病理變化，如陰陽偏盛、陰陽偏衰，以及陰陽互損。
- 疾病的診斷和治療，包括診察疾病和辨識症候，如是邪氣偏盛的實症，則洩之，正氣不足的虛症，則補之。
- 藥物性能的分類，如能減輕或消除熱症的藥物，一般屬於寒性或涼性。能減少或消除寒症的藥物，一般屬於熱性或溫性。

人體不同的部位、組織，以至不同的生理活動，都可劃分為陰陽兩類，它是一種相對的分類而非絕對的分類。根據《素問·陰陽離合論》：「陰陽者，數之可十，推之可百；數之可千，推之可萬；萬之大，不可勝數，然其要一也。」故陰陽可無限細分，而這概念亦應用於傳統醫學上，以解釋生理活動的不同狀態。例如：五臟在內為陰，六腑在外為陽。五臟之中，心為陽，腎為陰。當中的每一個臟器，其活動狀態又可細分為陰陽，如心陰、心陽；腎陰、腎陽等。

## 術數家
在古代，陰陽、五行或陰陽五行也用作術數的代稱，如《文心雕龍》：「於是伎數之士附於詭術，或說陰陽，或序災異」，又如《魏書》稱屈拔「少好陰陽學」，《南史》稱陶宏景「尤明陰陽五行、風角星算」，《舊唐書》稱李淳風「尤明天文、曆算、陰陽之學」，稱一行「尤精曆象、陰陽、五行之學」，《宋史》稱胡宿「兼通陰陽、五行、災異之學」，指的是這些人能了解陰陽五行變化的道理。
宋代有流外的陰陽官，負責陰陽占驗、擇日、葬地之事。元代於地方置陰陽學，若有通曉陰陽之人，設教師以訓誨之。其有術數精通者，可赴都城考試受驗，果有異能，則可進入中央的天文機關。設置陰陽學的作法一直沿用到清代。
日本神道下以源自中國的陰陽五行為基礎的陰陽道(在日本是法術的代名詞)，古代在律令制管理下中務省的陰陽寮內所屬的官職之一，稱作陰陽師（日語：陰陽師／おんみょうじ Onmyōji *）。

## 其他

### 龐加萊對偶
丘成桐曾評論說：「我們中國喜歡講的陰陽，其實就是一個屬於幾何的對稱。在數學上有一個叫龐加萊對偶的概念，其實就是陰陽，但這個概念要比陰陽具體得多，同時也真正用在了數學的發展上。」

### 量子力學

波耳的量子力學的互補原理和大象勳章上的太極圖以及格言-對立即互補（Niels Bohr's complementarity principle in quantum theory of mechanics and taichi on Order of the Elephant: contraria sunt complementa）

愛因斯坦曾於1909年提出，在描述光的物理行為时，必須將其波動性與粒子性都納入考量。1923年，路易·德布羅意假定物質粒子也都具有波粒二象性，即具有波動和粒子的雙重性質。這一論述後來稱為德布罗意假说。1927年，戴維森－革末實驗证实了德布罗意假说。這一系列重要發展促使玻爾與海森堡聚焦研究波粒二象性，可是，由於其極具難度，儘管絞盡腦汁研究探索，他們仍舊無法找到正確解答。1927年2月，玻尔在挪威疗养时構想出了互補原理。這一原理闡明，基於不同的实验框架，事物会表现出像波粒二象性这样明显对立的雙重性质。在同一段時期，海森堡也發展出不確定性原理。那年秋天，海森堡升遷為萊比錫大學的教授。從4月份開始，延續了一整個暑期，奧斯卡·克萊因負責聽寫玻爾口述與修改關於互補原理的論文。同年9月，在義大利科莫召開的伏打会议中，玻爾首次提出互補原理。從量子力学的新概念所衍生的哲学问题引起了广泛的争论。尽管为量子力学贡献良多，爱因斯坦對於這些新概念还是提出了諸多批評。互補原理也不在例外。爱因斯坦与玻尔后来就这些问题进行了旷日持久的论争，直到爱因斯坦去世。
随着第二次世界大战告终，玻尔在1945年8月25日回到了哥本哈根，并于9月21日重新當选为丹麦皇家科学院院长。1947年10月17日，在克里斯蒂安十世的追悼仪式上，国王弗雷德里克九世宣布授予玻尔大象勋章。通常只有王室成员和国家元首能获此殊荣。国王说这一荣誉不仅仅只是授予玻尔个人，更是授予整个丹麦科学界。玻尔设计了自己的纹章。纹章中附有太极图以及格言“对立即互补”（拉丁語：contraria sunt complementa）。